# TrackMania
TrackMania este o serie de jocuri pentru platformele Windows PC, Nintendo DS, Wii, PlayStation 4 și XBox. Dezvoltat inițial de Nadeo, echipa franceză pentru PC. În loc de a urma trendul obișnuit de alegerea a unui automobil și a unei hărți, jucătorii își pot crea propiile hărți; acest lucru dând un aer foarte frumos jocului.

## Istoria
În prezent există șapte jocuri de bază în această serie :
- TrackMania
  - TrackMania Original
- TrackMania Sunrise
  - TrackMania Sunrise eXtreme
- TrackMania Nations
  - TrackMania Nations Forever
  - TrackMania Nations ESWC
- TrackMania United
  - TrackMania United Forever
  - TrackMania United
- TrackMania DS
  - TrackMania DS Turbo
- TrackMania Wii
- TrackMania 2
- TrackMania Turbo
- TrackMania (2020)

## Jocuri

### TrackMania (Original)
TrackMania include câteva curse gata făcute; jucătorii pot juca pe aceste curse pentru a debloca "gologani". Aceștia pot fi folosiți pentru a cumpăra diferite blocuri de constructie (deseori numite blocuri), pentru cursa lor, incluzând: drumuri obișnuite, puncte de control, drumuri lungi și sărituri. Drumurile obișnuite pot fi folosite pentru a crea secțiuni drepte cât și colțuri de 90 de grade. Cele mai multe blocuri sunt lipite automat prin plasarea lor unul lângă altul. Se pot alege trei medii: raliu, zăpadă și deșert, fiecare dintre ele oferă o mașină unică. Există de asemenea trei moduri: curse, puzzle și supraviețuire; ele au un numar egal de curse pentru fiecare mediu. Modul de supraviețuire nu apare în jocuri mai târziu, chiar dacă platformele au unele asemănări.

##### Mașini
TrackMania are trei stiluri de mașini: mașini de raliu, Alpine 4x4, mașini de viteză. Fiecare are numeroase skin-uri (în total 87 de mașini diferite). Folosind editorul grafic incorporat sau extern, jucătorii pot crea propia lor mașină sau o pot modifica pe cea originală.

##### Alte facilitați
Jocul dispune de o opțiune de rețea care permite jucătorilor să concureze printr-o rețea LAN sau pe Internet în timp ce jucătorii pot încărca cursele și mașinile făcute de ei pentru a putea fi folosite de alți jucători.

## TrackMania Sunrise
Al doilea joc în serie, TrackMania Sunrise, are graficile mult mai realistice si conține trei medii noi: Insulă , Golf si Coastă. Ca în jocul original,există o mașină unica ce se potrivește cu, caracteristicile mediului respectiv.Trăsăturile "insulei" sunt mașinile sport care pornesc brusc pe drumuri largi în timp ce "golful" are mașini bouncy cu mai puțină tracțiune făcând virarea accidentală foarte probabilă.